# Taltuna
Taltuna (arab. تلتونة) – wieś w Syrii, w muhafazie Idlib. W 2004 roku liczyła 638 mieszkańców.